# محمد عبد الله عزام
محمد عبد الله عزام مواطن من المملكة المتحدة تم اتهامه بموجب قوانين مكافحة الإرهاب في عام 2002، وأدين في عام 2003. صرح مسؤول أمني أن عزام تم توجيه الاتهام إليه لأنه كان يجمع معلومات «من نوع يحتمل أن يكون مفيدًا لشخص يرتكب عملًا إرهابيًا أو يخطط له، أو بحوزته وثائق أو سجلات تحتوي على معلومات من هذا النوع».
أفادت وكالة أسوشيتد برس أن محمد عبد الله عزام كان يعمل كمبرمج كمبيوتر، وأن ثلاثة رجال آخرين اعتقلوا عند مداهمة شقته، أفرج عنهم دون توجيه تهم إليهم.
جنسية عزام غير معروفة. ونقلت صحيفة الغارديان عن شقيق عزام قوله: «إنه بريء. وهذا جزء من الاستهداف المستمر للمسلمين في بريطانيا منذ 11 سبتمبر، يجب حماية المسلمين في هذا البلد، فهو بريطاني المولد ونشأ في هذا البلد».
يؤكد ملحق تقرير صادر عن مركز ناشونال إنترست عن المدانين بارتكاب جرائم إرهابية أنه أدين في 19 مارس 2003.